# Quy Sắc
Quy Sắc (1924–2010) là bút danh của một soạn giả cải lương nổi tiếng từ trước năm 1975. Tác phẩm được công chúng biết đến nhiều nhất của ông là vở cải lương Người vợ không bao giờ cưới (còn gọi là Sơn nữ Phà Ca), do ông hợp tác cùng viết với soạn giả Kiên Giang, được công diễn lần đầu năm 1958.

## Tiểu sử
Ông tên thật là Nguyễn Phú Quý, sinh ngày 14 tháng 7 năm 1924 tại Thủ Dầu Một, Bình Dương. Thời trẻ, ông từng đỗ bậc Thành chung của Pháp, sau đó theo nghiệp nhà giáo, từng là thầy giáo dạy Việt văn có tiếng tại nhiều trường tư thục ở miền Nam, được nhiều gia đình mời làm gia sư.
Năm 1955, ông nhận làm gia sư cho một học sinh nữ có tên Juliette Nguyễn Thị Nga, con gái của bà bầu Nguyễn Thị Thơ, trưởng đoàn hát Thanh Minh. Do tiếp xúc với gia chủ vốn nổi tiếng trong làng nghệ thuật, ông có điều kiện tìm hiểu về sân khấu cải lương và tự tập tành, mày mò viết kịch bản. Kịch bản đầu tay của ông được ghi nhận là vở Nghiệp giáo, viết năm 1956.
Tuy nhiên, sự nghiệp soạn giả của ông khởi sắc kể từ khi ông hợp tác với soạn giả Kiên Giang. Khi đó, ông viết kịch bản Đời sơn nữ và đưa cho soạn giả Kiên Giang để góp ý. Soạn giả Kiên Giang đã nhận lời nhuận sắc, và kịch bản được đổi tên thành Người vợ không bao giờ cưới, được ký tên đồng soạn giả Phúc Nguyên-Kiên Giang. Phúc Nguyên là bút danh đầu tiên của ông, lấy theo tên con gái đầu lòng. Theo giai thoại sân khấu, tên nhân vật nam chính Mộng Long được đặt theo con trai ông (về sau trở thành một đạo diễn nổi tiếng) và tên nhân vật nữ chính Phà Ca được soạn giả Kiên Giang đặt cho người con gái thứ 3 có tên là Ngân Hà. Hai ông thậm chí còn hứa gả con cho nhau, tuy nhiên điều nay về sau không được thực hiện.
Người vợ không bao giờ cưới được đoàn Thanh Minh công diễn lần đầu vào năm 1958 và trở nên một hiện tượng cải lương thời bấy giờ. Diễn vai nữ chính chính là người học trò nhỏ của ông, bấy giờ lấy nghệ danh Thanh Nga. Tài năng cá nhân cùng với sự thành công của vở diễn, đã giúp Thanh Nga đạt được giải Thanh Tâm khi cô chỉ mới 16 tuổi. Ảnh hưởng vai diễn của Thanh Nga gây ấn tượng đến mức người đương thời thường gọi tên vở diễn là Sơn nữ Phà Ca thay cho tên chính thức Người vợ không bao giờ cưới.
Sau sự thành công của Người vợ không bao giờ cưới, ông tiếp tục hợp tác với soạn giả Kiên Giang viết thêm nhiều kịch bản cải lương khác. Tuy nhiên, trong các tác phẩm sau này, ông không dùng bút danh cũ Phúc Nguyên mà lại ký tên với bút danh Quy Sắc, một cách chơi chữ tên thật của ông. Đây chính là bút danh được biết đến nhiều nhất của ông.
Năm 1972, ông viết ba tuồng cải lương cho gánh Bạch Tuyết – Hùng Cường.
Ngày 6 tháng 1 năm 2010 ông qua đời tại nhà riêng C16 cư xá Vĩnh Hội, phường 5, Quận 4, TP.HCM.

## Sự nghiệp
Quy Sắc soạn được khoảng 70 tuồng cải lương và thường cùng với các soạn giả tên tuổi khác như Kiên Giang, Loan Thảo, Mộc Linh, Nhị Kiều,... Sau đây là một số tuồng cải lương nổi tiếng do ông biên soạn:
- Nghiệp giáo.
- Sơn nữ Phà Ca
- Kim Vân Kiều[a]
- Khi rừng mới sang thu
- Số đỏ
- San hậu.[2]
- Bà Chúa Đồi Trà
- Chí Phèo
- Đại phát tài
- Đánh cờ tướng
- Hồng Giang di hận
- Hương trà quán cũ
- Hối hận
- Huyện đề nuôi chuột
- Khát vọng
- Lên sóc Mã Đà
- Lệ Chi Viên hận sử
- Trăng rụng sau chùa

### Tân cổ giao duyên
- Nấu bánh đêm xuân[b]
- Nghiệp chướng còn vương
- Cô bán đèn hoa giấy[c]
- Tình hận thâm cung
- Trước ngày xuất giá
- Tiếng kèn trên bãi chiến